# Africallagma pseudelongatum
Africallagma pseudelongatum là một loài chuồn chuồn kim thuộc họ Coenagrionidae. Loài này có ở Kenya, Uganda, có thể cả Burundi, và có thể cả Tanzania. Môi trường sống tự nhiên của chúng là rừng ẩm vùng đất thấp nhiệt đới hoặc cận nhiệt đới, vùng núi ẩm nhiệt đới hoặc cận nhiệt đới, vùng cây bụi nhiệt đới hoặc cận nhiệt đới vùng đất cao, đồng cỏ nhiệt đới hoặc cận nhiệt đới vùng đất cao, sông ngòi, sông có nước theo mùa, đất ngập nước với cây bụi là chủ yếu, đầm nước ngọt có nước theo mùa, và suối nước ngọt.